# Monumentos naturales de Argentina
Los monumentos naturales son aquellas áreas o especies vivas de animales o plantas a las cuales se les brinda protección absoluta debido a su interés estético, valor histórico o científico, rareza o vulnerabilidad. En Argentina, la ley nacional que regula las cuestiones vinculadas a las áreas naturales protegidas incluye en su artículo 3° la definición de monumento natural.

El concepto tuvo su origen en la Convención para la Protección de la Flora, de la Fauna y de las Bellezas Escénicas Naturales que se reunió en Washington D. C. en 1940, sin que sus conclusiones representaran un avance significativo a nivel mundial.

En el caso de las áreas declaradas monumento natural, la protección equivale a reserva natural estricta donde las únicas actividades permitidas son las visitas con guía, las inspecciones oficiales y las investigaciones científicas expresamente autorizadas. Por ejemplo, el monumento natural Laguna de los Pozuelos, en Jujuy, protege la rica y variada avifauna que alberga este ambiente, donde se destacan las colonias de flamencos andinos (Phoenicoparrus andinus). La protección puede ser ejercida desde el estado nacional o bien desde los estados provinciales o las administraciones departamentales.

En el caso de los seres vivos, la protección incluye algunas especies particularmente amenazadas en sí mismas o en su hábitat.

## Áreas
| Imagen | fecha de declaración    | Denominación                                                         | Provincia    | Departamento/partido          | Superficie (ha)   | Observaciones |
| ------ | ----------------------- | -------------------------------------------------------------------- | ------------ | ----------------------------- | ----------------- | --- |
|        | 1954                    | Bosques Petrificados                                                 | Santa Cruz   | Deseado                       | 15 000            | El parque nacional Bosques Petrificados de Jaramillo fue creado en 2012, rodeando el área del monumento natural.                                                                 |
|        | 27 de agosto de 2009    | Monumento natural provincial Bloque Errático                         | Santa Cruz   | Güer Aike                     | 4200 m²           | Creado por ley n.° 3070. Ubicado a 105 km al oeste, suroeste de Río Gallegos sobre la margen norte de la Ruta Nacional n.° 40, dentro de los límites de la estancia Bella Vista. |
|        | 24 de mayo de 2000      | Monumento natural Cerro Chaltén                                      | Santa Cruz   | Lago Argentino                |                   | Creado por ley n.° 2550. |
|        | 1985                    | Laguna de los Pozuelos                                               | Jujuy        | Rinconada Santa Catalina Yavi | 16 220            | En 1990 el área fue declarada reserva de biosfera. Por ley n.° 4203 de 5 de diciembre de 1985 la provincia de Jujuy lo declaró monumento natural provincial                      |
|        | 1985                    | Laguna Leandro                                                       | Jujuy        | Humahuaca                     | 200               | Ecorregión Monte de Sierras y Bolsones. |
|        | 1993                    | Cañada Molina                                                        | Neuquén      | Minas                         | 50                | Ecorregión Bosques patagónicos. |
|        | 1993                    | Cerro Alcázar                                                        | San Juan     | Calingasta                    | 1000              | Formación geológica contemporánea de Ischigualasto. |
|        | 1995                    | Cerro Ventana                                                        | Buenos Aires | Tornquist                     | 680               | Creado por n.° 11750. Incluido dentro del parque provincial Ernesto Tornquist.                                                                                                   |
|        | 1995                    | Islote Municipal                                                     | Entre Ríos   | Paraná                        | 15                | Área protegida con recursos manejados - Delta e Islas Río Paraná. |
|        | 1995                    | Angastaco                                                            | Salta        | San Carlos                    | No definida       | Área Natural de Preservación, Recreación y Turismo. |
|        | 1995                    | Abra del Acay                                                        | Salta        | La Poma                       | No definida       | Área natural de preservación, recreación y turismo. En torno a la Ruta Nacional 40                                                                                               |
|        | 10 de noviembre de 2010 | Monumento natural de la reserva La Payunia                           | Mendoza      | Malargüe                      | 17 647 500        | Ecorregión estepa patagónica. |
|        | 7 de diciembre de 2005  | Monumento natural Puente del Inca                                    | Mendoza      | Las Heras                     | 500               | Creado por ley provincial n.° 7465. |
|        | 2001                    | Bosque petrificado Sarmiento                                         | Chubut       | Sarmiento                     | 1 880             | Creado mediante la ley provincial 4780, sobre un área definida como atractivo turístico desde 1973.                                                                              |
|        | 1996                    | Monumento natural Isla Palacio                                       | Misiones     | Iguazú                        | 167               | Creado por ley n.° 3302 |
|        | 1996                    | Monumento natural Ingeniero Florencio de Basaldúa                    | Misiones     | General Manuel Belgrano       | 249 ha 94 a 22 ca | Creado por ley n.° 3376 |
|        | 9 de diciembre de 2010  | Monumento natural provincial Cerro El Elefante                       | La Rioja     | General Juan Facundo Quiroga  |                   | Creado por ley n.° 8913 |
|        | 11 de diciembre de 2003 | Monumento natural provincial Sitio de Gualco                         | La Rioja     | General Juan Facundo Quiroga  |                   | Creado por ley n.° 7615 |
|        | 29 de noviembre de 2007 | Monumento natural Bosque Petrificado de Valcheta                     | Río Negro    | Valcheta                      | 400 ha            | Creado por ley n.° 3689 |
|        | 28 de noviembre de 2005 | Monumento natural Bosque de Troncos Petrificados del Valle Cretácico | Río Negro    | El Cuy                        |                   | Creado por ley n.° 4006. |
|        | 28 de noviembre de 2005 | Monumento natural Anfiteatro de Cipolletti                           | Río Negro    | El Cuy                        |                   | Creado por ley n.° 4005. |

## Especies a nivel nacional
| Imagen | Denominación                             | Legislación   | Fecha de declaración     | Notas |
| ------ | ---------------------------------------- | ------------- | ------------------------ | --- |
|        | Monumento natural Ballena Franca Austral | Ley n.° 23094 | 28 de septiembre de 1984 | La protección de la especie de extiende a la totalidad de las aguas jurisdiccionales argentinas. Alrededor de 600 ejemplares llegan cada año a la península Valdés en busca de las aguas cálidas que requieren para su reproducción.                                                                  |
|        | Monumento natural Huemul                 | Ley n.° 24702 | 25 de septiembre de 1996 | También conocido como güemul o guamul, shoan, shoam o shonen, ciervo andino, huemul del sur, trula o trulá, huemul chileno, hueque o ciervo. Se ha registrado la presencia de unos pocos centenares de ejemplares en las áreas naturales protegidas de la patagonia andina.                           |
|        | Monumento natural Taruca                 | Ley n.° 24702 | 25 de septiembre de 1996 | También conocido como tarusch, taruga, taruka o chacu, venado, huemul del norte o norteño, huemul, gamo, venado cerrero, huemul cordillerano, huemul peruano o peñera. Su hábitat se extiende en las zonas altas de las provincias del noroeste argentino.                                            |
|        | Monumento natural Yaguareté              | Ley n.° 25463 | 15 de agosto de 2001     | También conocido como yaguareté, yaguar, tigre overo u onca pintada. Especie casi amenazada, su hábitat se reduce a las áreas protegidas del Parque nacional Iguazú, el parque nacional Calilegua, el parque nacional Baritú, la reserva nacional El nogalar de Los Toldos y el parque nacional Copo. |

## Especies a nivel provincial

### Provincia de Entre Ríos
- El cardenal amarillo (Gubernatrix cristata) fue declarado monumento natural provincial en Entre Ríos mediante el decreto 4933/2002 SEPG del 2 de diciembre de 2002.[36][37]

- El tordo amarillo (xanthopsar flavus) fue declarado monumento natural provincial en Entre Ríos mediante el decreto 5942/2004 GOB del 16 de noviembre de 2004.[38]

- El federal (Amblyramphus holosericeus) y el cardenal azul (Stephanophorus diadematus) fueron declarados monumentos naturales provinciales mediante la resolución n.º 0851 DGRN de 22 de junio de 2015.[39]

- El ciervo de los pantanos (Blastocerus dichotomus) y el aguará guazú (Chrysocyon brachyurus) fueron declarados monumentos naturales provinciales mediante la resolución n.º 0852 DGRN de 22 de junio de 2015.[40]

- La corzuela, guazuncho o viracho (mazama gouazoubira) fue declarado monumento natural en todo el territorio provincial, a través de la resolución 679/18 de la Dirección de Minería, Medio Ambiente y Recursos Naturales, dependiente de la Secretaría de Producción de 24 de agosto de 2018.[41]

### Provincia de Corrientes
- El monumento natural Ciervo de los Pantanos (Blastocerus dichotomus) fue declarado por decreto n.º 1555/1992 de 10 de diciembre de 1992.[42]
- El monumento natural Venado de las Pampas (Ozotoceros bezoarticus leucogaster) fue declarado por decreto n.º 1555/1992 de 10 de diciembre de 1992.
- El monumento natural Aguará Guazú (Chrysocyon brachyurus) fue declarado por decreto n.º 1555/1992 de 10 de diciembre de 1992.
- El monumento natural Lobito de Río (Lontra longicaudis platensis) fue declarado por decreto n.º 1555/1992 de 10 de diciembre de 1992.
- El monumento natural Oso Hormiguero Grande (Myrmecophaga tridactyla) fue declarado por ley n.º 6330 sancionada de 12 de noviembre de 2014.[43]

### Provincia de Misiones
- Monumento natural Árbol Timbó de El Alcázar: árbol de propiedad privada de la especie Enterolobium contortisiliquum ubicado en el municipio de El Alcázar, departamento Libertador General San Martín. Declarado por ley n.º 3024[44] sancionada el 17 de junio de 1993.
- Monumento natural Árbol Ibirá-Peré o Grapia: árbol de propiedad privada de la especie Apuleia leiocarpa ubicado en el municipio de Campo Ramón, departamento Oberá. Declarado por ley n.º 3257, sancionada el 30 de noviembre de 1995.
- Monumento natural Árbol Timbó de Jardín América: árbol de la especie Enterolobium contortisiliquum ubicado en el municipio de Jardín América, departamento San Ignacio. Declarado por ley n.º 4061[45] sancionada el 10 de junio de 2004.
- El pino Paraná (Araucaria angustifolia) y el palo Rosa (Aspidosperma polyneuron) fueron declarados monumentos naturales provinciales mediante la ley n.º 2380 sancionada el 24 de octubre de 1986.[46]
- El yaguareté (Panthera onca), el tapir (Tapirus terrestris) y el oso hormiguero grande (Myrmecophaga tridactyla) fueron declarados monumentos naturales provinciales mediante la ley n.º 2589[47] de 10 de noviembre de 1988.
- El águila harpía (Harpia harpyja), el lobo gargantilla (Pteronura brasiliensis) y el pato serrucho (Mergus octosetaceus) fueron declarados monumentos naturales provinciales mediante la ley n.º 3320[48] de 22 de agosto de 1996.
- El zorro pitoco (Speothos venaticus), el loro maracaná afeitado o lomo rojo (Primolius maracana), el carayá rojo (Alouatta guariba) y el loro charao (Amazona pretrei) fueron declarados monumentos naturales provinciales mediante la ley n.º 3455[49] de 13 de noviembre de 1997.
- El urunday blanco (Acosmium subelegans) fue declarado monumento natural provincial mediante la ley n.º 3873[50] de 8 de agosto de 2002.
- La especie de cactus Notocactus schumannianus (o Parodia schumanniana) fue declarada monumento natural provincial mediante la ley n.º 3896[51] de 7 de noviembre de 2002.
- El aguará guazú (Chrysocyon brachyurus) y el tucán grande (Ramphastos toco) fueron declarados monumentos naturales provinciales mediante la ley n.º 4083[52] del 30 de julio de 2004.
- El tordo amarillo (Xanthopsar flavus) y el yetapá de collar (Alectrurus risora) fueron declarados monumentos naturales provinciales mediante la ley n.º 4138[53] del 25 de noviembre de 2004.
- El chachí bravo (Alsophila atrovirens) y los chachís mansos (Cyathea plagiostegia|Alsophila plagiopteris – Alsophila procera – Hemitolis sp. y Dicksonia sellowiana) fueron declarados monumentos naturales provinciales mediante la ley n.º 4186[54] del 5 de mayo de 2005.

### Provincia del Chaco
La ley n.º 4306 de la provincia del Chaco, sancionada el 6 de junio de 1996 declaró monumentos naturales provinciales a 7 especies:
- Leo onca palustris (yaguareté).
- Myrmecophaga tridactyla tridactyla (yurumí-oso hormiguero).
- Priodontes maximus (tatú carreta).
- Parachoerus wagneri (chancho quimilero).
- Chrysocyon brachyurus (aguará guazú).
- Leopardus pardalis (gato onza u ocelote).
- Blastocerus dichotomus (ciervo de los pantanos).
- Tapirus terrestris (tapir, mboreví o anta), declarado por la ley n.º 5887 sancionada el 25 de abril de 2007.[56]

### Provincia de Formosa
- El tatú carreta (Priodontes maximus) fue declarado monumento natural provincial por la ley n.º 1038 de 17 de junio de 1993.[57]
- El tapir, mboreví o anta (Tapirus terrestris), el mono mirikiná (Aotus azarae) y el moitú (Crax fasciolata) fueron declarados monumentos naturales provinciales por la ley n.º 1582 de 14 de junio de 2012.[58]
- El yetapá de collar (Alectrurus risora) fue declarado monumento natural provincial por la ley n.º 1583 de 14 de junio de 2012.[59]
- El yaguareté (Panthera onca), el oso hormiguero (Myrmecophaga tridactyla), el aguará guazú (Chrysocyon brachyurus) y al ciervo de los pantanos (Blastocerus dichotomus) fueron declarados monumentos naturales provinciales por la ley n.º 1673 de 22 de noviembre de 2018.[60]

### Provincia de Jujuy
- La taruca (Hippocamelus antisensis) fue declarada monumento natural provincial por la ley n.º 5405 de 27 de mayo de 2004.[61]
- El yaguareté o yaguaité (Panthera onca) fue declarado monumento natural provincial por la ley n.º 5984 de 30 de noviembre de 2016.[62]

### Provincia del Neuquén
- El huemul, güemul o guamul (Hippocamelus bisulcus) fue declarado monumento natural provincial por la provincia del Neuquén mediante la ley n.º 2696 sancionada el 28 de abril de 2010.[63]

### Provincia de Santa Fe
- El aguará guazú (chrysocyon brachyurus) y el venado de las pampas (Ozotoceros bezoarticus) fueron declarados monumentos naturales provinciales por la provincia de Santa Fe mediante la ley n.º 12182 sancionada el 30 de octubre de 2003.[64]

### Provincia de Mendoza
La ley n.º 6599 de la provincia de Mendoza, sancionada el 12 de mayo de 1998 declaró monumentos naturales provinciales a 6 especies:
- Vultur gryphus (cóndor).
- Pteronemia pennata (choique o suri).
- Lama guanicoe (guanaco).
- Chelonoidis donosobarrosi (tortuga del macizo extracordillerano del nevado).
- Dolichotis patagonum (liebre mara, criolla o patagónica).
- Chlamyphorus truncatus (pichiciego).

### Provincia de Buenos Aires
- El ejemplar de árbol de cristal o árbol campana (Agathis dammara) ubicado en la estancia San Juan del parque Pereyra Iraola, en el predio de la escuela Juan Vucetich, fue declarado monumento natural provincial por la ley n.º 11341 sancionada el 15 de octubre de 1992.[66]
- Ozotoceros bezoarticus celer (venado de las Pampas), fue declarado monumento natural provincial por la ley n.º 11689 sancionada el 12 de octubre de 1995.[67]
- Blastocerus dichotomus (ciervo de los pantanos), fue declarado monumento natural provincial por la ley n.º 12209 sancionada el 5 de noviembre de 1998.[68]
- Chloephaga rubidiceps (cauquén colorado), fue declarado monumento natural provincial por la ley n.º 12250 sancionada el 9 de diciembre de 1998.[69]
- Pristidactylus casuhatiensis (iguana de cobre), fue declarado monumento natural provincial por la ley n.º 14959 sancionada el 31 de agosto de 2017.[70]
- Liolaemus multimaculatus (lagartija de las dunas), fue declarado monumento natural provincial por la ley n.º 14960 sancionada el 31 de agosto de 2017.[71]
- Pontoporia blainvillei (franciscana o delfín de río), fue declarado monumento natural provincial por la ley n.º 14992 sancionada el 30 de noviembre de 2017.[72]

### Provincia de Río Negro
- El huemul (Hippocamelus bisulcus) fue declarado monumento natural provincial por la provincia de Río Negro mediante la ley n.º 2646 sancionada el 17 de junio de 1993.[73]
- La mojarra desnuda (Gymnocharacinus bergii) fue declarada monumento natural provincial mediante la ley n.º 2783 sancionada el 2 de junio de 1994.[74]
- La ballena franca austral (Eubalaena australis) fue declarada monumento natural provincial mediante la ley n.º 4066 sancionada el 6 de abril de 2006.[75]

### Provincia del Chubut
- El huemul (Hippocamelus bisulcus) fue declarado monumento natural provincial por la provincia del Chubut mediante la ley n.º 4793 sancionada el 6 de diciembre de 2001.[76]
- El alerce o lahuán (Fitzroya cupressoides) fue declarado monumento natural provincial mediante la ley n.º 5015 sancionada el 20 de mayo de 2003.[77]

### Provincia de Santa Cruz
- El huemul (Hippocamelus bisulcus) fue declarado monumento natural provincial por la provincia de Santa Cruz mediante la ley n.º 2103 sancionada el 16 de agosto de 1989.[78]
- El macá tobiano (Podiceps gallardoi) y la tonina overa (Cephalorhynchus commersonii) fueron declarados monumentos naturales provinciales mediante la ley n.º 2582 sancionada el 8 de octubre de 2009.[79]
- La ballena franca austral (Eubalaena australis) fue declarada monumento natural provincial mediante la ley n.º 2643 sancionada el 13 de marzo de 2003.[80]
- El delfín austral (Lagenorhynchus australis) fue declarado monumento natural provincial mediante la ley n.º 3083 sancionada el 8 de octubre de 2009.[81]
- El chorlito ceniciento (Pluvianellus socialis) fue declarado monumento natural provincial mediante la ley n.º 3373 sancionada el 12 de junio de 2014.[82]
- El cauquén colorado (Chloephaga rubidiceps) fue declarado monumento natural provincial mediante la ley n.º 3069 sancionada el 13 de agosto de 2009.[83]
- El cóndor andino (Vultur gryphus) fue declarado monumento natural provincial mediante la ley n.º 2916 sancionada el 24 de agosto de 2006.[84]

### Provincia de Salta
- El yaguareté (Panthera onca) fue declarado monumento natural provincial mediante el decreto n.º 16660/2001 de agosto de 2001.[85]
- El guacamayo verde (Ara militaris bolivianus) fue declarado monumento natural provincial mediante el decreto n.º 4402/2011 de octubre de 2011.[86]
- El tapir o anta (Tapirus terrestris) fue declarado monumento natural provincial mediante el decreto n.º 4625/2011 de noviembre de 2011.[87]